# أكاديمية ليدز يونايتد
أكاديمية ليدز يونايتد (بالإنجليزية: Leeds United Academy)‏ هو أكبر فرق شباب ليدز يونايتد وفريق النادي الاحتياطي. يلعب الفريق في الدوري الإنجليزي الممتاز 2 اعتبارًا من موسم 2021-22، وهو أعلى مستوى في دوري التطوير الاحترافي، بعد الترقية في عام 2021.